# Алмазар
Алмаза́р (узб. Olmazor) — посёлок городского типа (до 1963 года — посёлок городского типа Вревский), в Чиназском районе Ташкентской области Узбекистана. Расположен на правом берегу реки Чирчик вдоль канала Каракульдук.
Первоначально село, основано раскулаченными или бежавшими от раскулачивания русскими крестьянами-переселенцами в 30-х годах 19 в. на пойменных землях Чирчика. Позднее после постройки железной дороги — железнодорожная станция Вревская на линии Ташкент — Хаваст.
Население по состоянию на 2005 год составляет до 30 тыс. жителей (экспертная оценка). Имеется кирпичный завод, комбинат строительных материалов, мебельная фабрика, цех по производству пряностей, кетчупа и майонеза.
Местоположение посёлка можно посмотреть на приведённой здесь карте Ташкентской области.

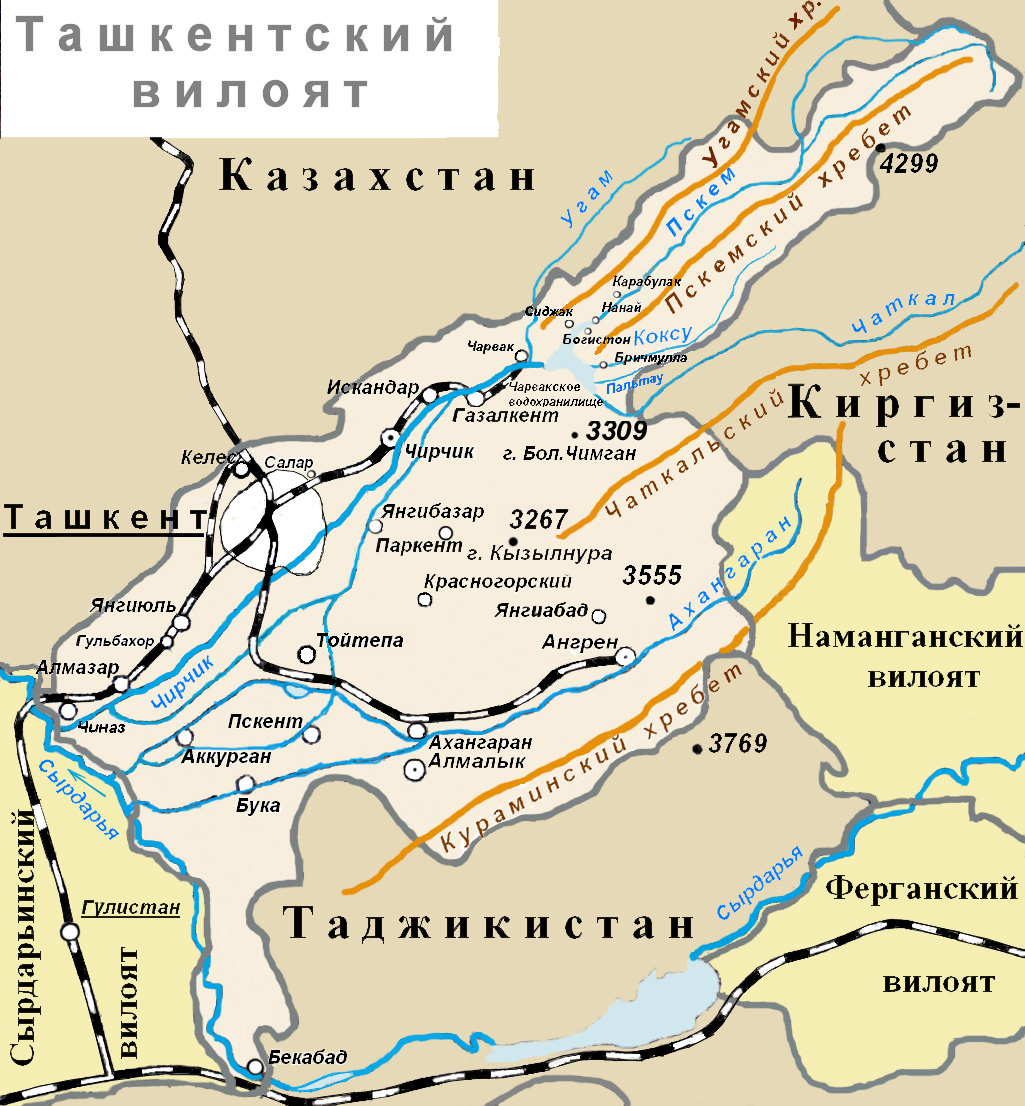
Карта — схема Ташкентской области

## История
Село было названо в честь туркестанского генерал-губернатора Вревского Александра Борисовича. В 1942 году в поселке Вревский находился штаб формируемой в Средней Азии польской армии (en), под командованием генерала А́ндерса.
Переименовано в 1963 г. в Алмазар (Долина яблок — узб.) с повышением статуса поселения до посёлка городского типа (пгт).
На территории поселка до 1990-х годов функционировали: мебельная фабрика, межрайонная промбаза, АРЗ № 5 (АвтоРемзавод), Садвинсовхоз «Алмазар», Племсовхоз ПСХТ «Чиназ», Хлебокомбинат, Автобаза № 6, Цех по производству б/а напитков («Лимонадный завод»), Сельская больница и станция скорой помощи, Поликлиника.
Объектами соцкультбыта были Дворец культуры Садвинсовхоза, Клуб культуры Племсовхоза, кинотеатр «Алмазар», работали 2 взрослые и детская библиотеки и музыкальная школа.
Объекты народного образования представлены 6-ю детскими садами, 3 средне-образовательные школы № 5 им. Чернышевского, № 15 им. Ленина, № 42 им.60-летия Октября, СПТУ № 6 и Сельхоз-строительный техникум.